# 海驢島 (日本)
海驢島（日语：／ Todojima */?），又稱海馬島，是位於日本北海道禮文郡禮文町、禮文島的最北方，須古頓岬外海的無人島。島上住有斑海豹，並設有燈塔，在晴天時或可遠望至庫頁島。